# バンバーグ郡 (サウスカロライナ州)
バンバーグ郡（英: Bamberg County）は、アメリカ合衆国サウスカロライナ州の南部に位置する郡である。2010年国勢調査での人口は15,987人であり、2000年の16,658人から4.0%減少した。郡庁所在地はバンバーグ町（人口3,607人）であり、同郡で人口最大の町でもある。

## 歴史
バンバーグ郡は、1895年にサウスカロライナ州憲法が採択され、新郡を設立するための課程を記録する条項が規定されたことで、バーンウェル郡から分離して設立された。1897年1月19日にバンバーグ郡を設立するための住民投票が実施された。郡名はフランシス・マリオン・バンバーグ将軍に因んで名付けられた。1919年と1920年、コレトン郡北西部の小さな部分がバンバーグ郡に付加された。

## 地理
アメリカ合衆国国勢調査局に拠れば、郡域全面積は395平方マイル (1,023.0 km2)であり、このうち陸地393平方マイル (1,017.9 km2)、水域は2平方マイル (5.2 km2)で水域率は0.56%である。

### 隣接する郡
- オレンジバーグ郡 - 北
- ドーチェスター郡 - 東
- コレトン郡 - 南東
- ハンプトン郡 - 南
- アレンデール郡 - 南西
- バーンウェル郡 - 西

## 人口動態
以下は2000年国勢調査による人口統計データである。
| 基礎データ - 人口: 16,658人 - 世帯数: 6,123 世帯 - 家族数: 4,255 家族 - 人口密度: 16人/km2（42人/mi2） - 住居数: 7,130軒 - 住居密度: 7軒/km2（18軒/mi2） 人種別人口構成 - 白人: 36.47% - アフリカン・アメリカン: 62.50% - ネイティブ・アメリカン: 0.16% - アジア人: 0.19% - 太平洋諸島系: 0.01% - その他の人種: 0.14% - 混血: 0.53% - ヒスパニック・ラテン系: 0.71% 年齢別人口構成 - 18歳未満: 25.4% - 18-24歳: 12.9% - 25-44歳: 24.6% - 45-64歳: 23.2% - 65歳以上: 13.9% - 年齢の中央値: 35歳 - 性比（女性100人あたり男性の人口） - 総人口: 88.7 - 18歳以上: 84.0 | 世帯と家族（対世帯数） - 18歳未満の子供がいる: 31.1% - 結婚・同居している夫婦: 43.6% - 未婚・離婚・死別女性が世帯主: 21.3% - 非家族世帯: 30.5% - 単身世帯: 27.8% - 65歳以上の老人1人暮らし: 11.6% - 平均構成人数 - 世帯: 2.55人 - 家族: 3.10人 収入と家計 - 収入の中央値 - 世帯: 24,007米ドル - 家族: 29,360米ドル - 性別 - 男性: 25,524米ドル - 女性: 19,191米ドル - 人口1人あたり収入: 12,584米ドル - 貧困線以下 - 対人口: 27.8% - 対家族数: 23.9% - 18歳未満: 35.0% - 65歳以上: 25.8% |

## 都市と町
- バンバーグ - 郡庁所在地
- デンマーク
- エアハート
- ゴーバン
- オラー